# Abbaye Notre-Dame de Triors
Pour les articles homonymes, voir Abbaye Notre-Dame.
 (décembre 2021).
L'abbaye Notre-Dame de Triors, fondée au XXe siècle, est une abbaye bénédictine de la congrégation de Solesmes située à Triors dans le département français de la Drôme en région Auvergne-Rhône-Alpes.

## Historique

### Transformation du château en monastère
À la fin du XVe siècle, par différents actes entre 1480 et 1515, les droits sur la seigneurie de Triors sont transmis à Humbert Odde († vers 1506) et à son fils Jean Odde (1473 – † 1517) par la famille de Chastes, branche cadette de la maison de Clermont, qui depuis un temps immémorial possédait la seigneurie de Geyssans. 
Au milieu du XVIe siècle, Triors passe par héritage de la famille d’Abraham Odde († 7 janvier 1627), seigneur de la Bastide de Triors, à celle de Lionne de Lesseins.
Au cours du XVIIe siècle, Charles de Lionne (1620 – † 16 août 1701), abbé de Lesseins, gouverneur de la ville de Romans en 1675, entreprend la construction du château de Triors et l’aménagement des jardins « à la française » (1675).
Au début du XVIIIe siècle, Charles-Antoine de Chabo de la Serre († 2 juillet 1722), lieutenant des gendarmes du Dauphiné, acquiert le domaine de Triors le 7 octobre 1709 après la mort de Charles de Lionne et agrandit le bâtiment central du château.
Au milieu du XVIIIe siècle, Louis-Charles de Chabo de la Serre, né au château de Triors le 16 septembre 1715, lieutenant-général des armées du Roi, cède sa propriété le 28 août 1754 à François-Joseph de Bally de Bourchenu (18 janvier 1690 – † 31 mai 1758), marquis de Valbonnais et premier président de la Chambre des Comptes du Dauphiné. Son fils, Jean-Pierre, poursuivra les travaux d’aménagement des bâtiments, en particulier sur les deux ailes du château et la façade Sud du corps de bâtiment.
À la fin du XVIIIe siècle, par son alliance avec l’héritière de Jean-Pierre de Bally de Bourchenu, décédé le 7 octobre 1791 à Triors, Marc-Joseph de Gratet du Bouchage hérite en 1791 du domaine et du château de Triors. La famille de Gratet du Bouchage lui succède sur les lieux jusqu’à la fin du XXe siècle. Après la Première Guerre mondiale, cette maison aussi dut renoncer à l'espoir d'une succession directe.
La famille commença ses premières démarches après la Deuxième Guerre mondiale, en sollicitant l'abbaye Saint-Pierre de Solesmes. Cependant, en raison de plusieurs difficultés, cette dernière ne put pas répondre à la proposition de la famille. Finalement, après le décès de la dernière héritière directe en 1976, Joséfa du Bouchage († 2000), danoise, décida de contacter l'abbaye Notre-Dame de Fontgombault en 1977.

### Fondation du prieuré, puis abbaye
L'installation d'une communauté monastique est autorisée, par l'évêque de Valence, Didier-Léon Marchand, lors de la signature de la charte de fondation du futur monastère avec le père abbé de Fontgombault, Antoine Forgeot, en 1983. 
Les quatorze premiers moines arrivent à Triors le 22 août 1984. Le prieuré est officiellement fondé le 6 octobre 1984. De grands travaux commence à partir de l'hiver 1990, pour compléter les bâtiments existant afin d'obtenir une véritable abbaye bénédictine sous la direction de l'architecte lyonnais Jean-François Grange-Chavanis. 

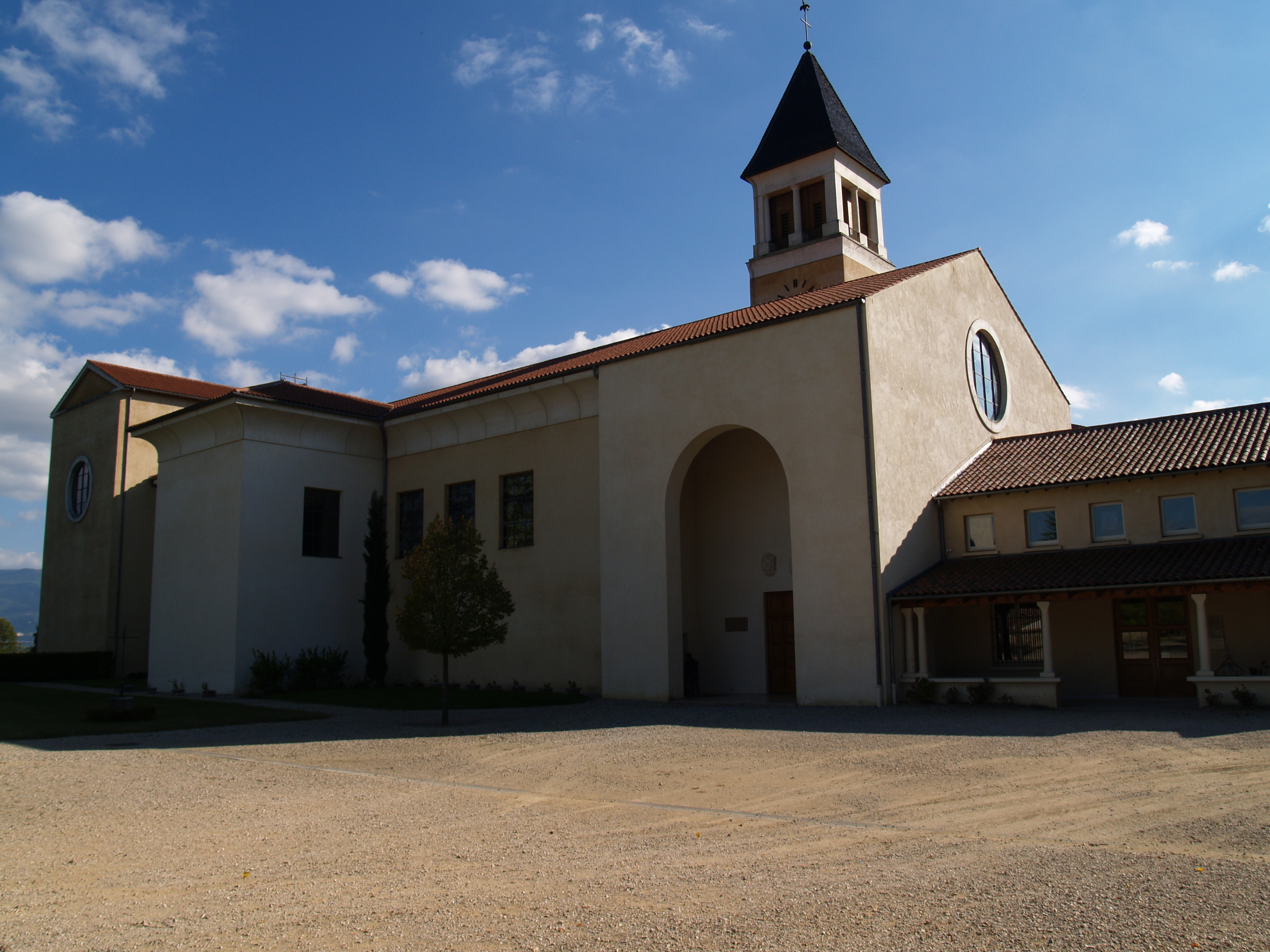
L'abbatiale de Triors, consacrée en 1996.

Le prieuré de Triors est érigé en abbaye en 1994, lorsque l'abbé Antoine Forgeot de Fontgombault nomme le premier abbé de Triors, Hervé Courau qui reçoit la bénédiction abbatiale de Didier-Léon Marchand, l'évêque de Valence.
La dédicace de l'église abbatiale (construite en 1992-1993) est célébrée le 5 octobre 1996, lors d'une cérémonie présidée par l'évêque. L'édifice est dédiée à Notre Dame dans son mystère de l'Immaculée Conception.  
En 2013, un nouveau projet est lancé, afin de construire un bâtiment d'accueil pour les hôtes qui sont de plus en plus nombreux à venir à l'abbaye. La construction de ce bâtiment débute en juillet 2014 et s'achève en 2016.
En 2018 a lieu la consécration de la chapelle de l’hôtellerie par le cardinal Robert Sarah.

## Fonctionnement
Appartenant à la congrégation de Solesmes, l'abbaye garde toujours les traditions liturgiques grégoriennes et dès 1988 profite de l'indult envers la forme tridentine du rite romain.
L'abbaye Notre-Dame de Triors a réalisé une discographie grégorienne complète de l'ensemble des dimanches du calendrier liturgique catholique. 
Certains offices monastiques (laudes et vêpres) sont diffusés en direct par Radio Espérance depuis décembre 2013. 

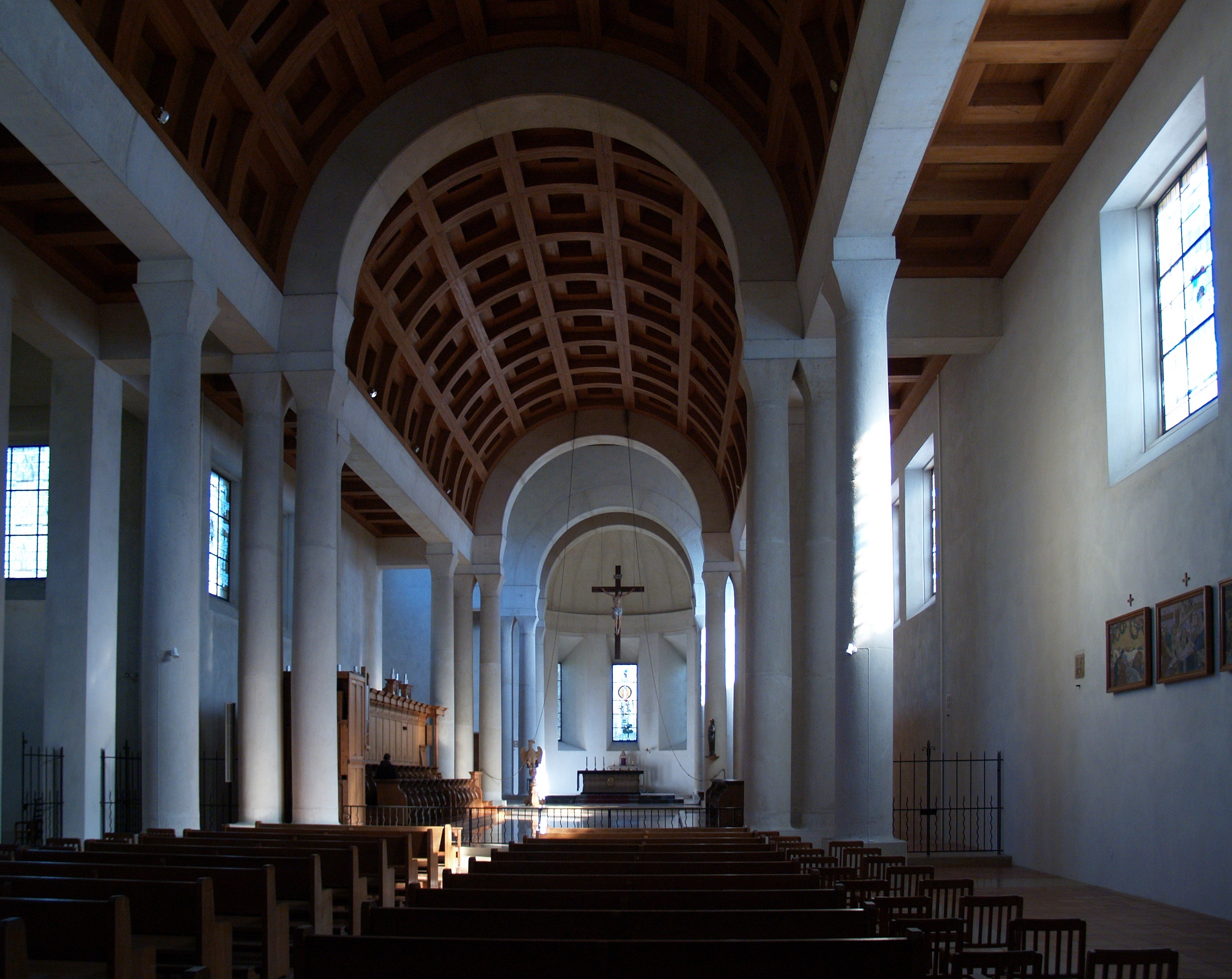
L'abbaye de Triors, l'intérieur de l'abbatiale.

L'abbaye fabrique aussi de nombreux produits monastiques, à l'instar de l'huile de noix, de pâtisseries ou encore du fromage. 
L'abbaye compte, au début de 2015, plus de 40 moines ayant entre 22 et 77 ans.

## Liste des abbés
- 1994 - 2021 : Hervé Courau
- Depuis 2021 : Louis Blanc